# Caryophyllia huinayensis
Caryophyllia huinayensis är en korallart som beskrevs av Cairns, Haeussermann och Foersterra 2005. Caryophyllia huinayensis ingår i släktet Caryophyllia och familjen Caryophylliidae. Inga underarter finns listade i Catalogue of Life.